# I Am… I Said

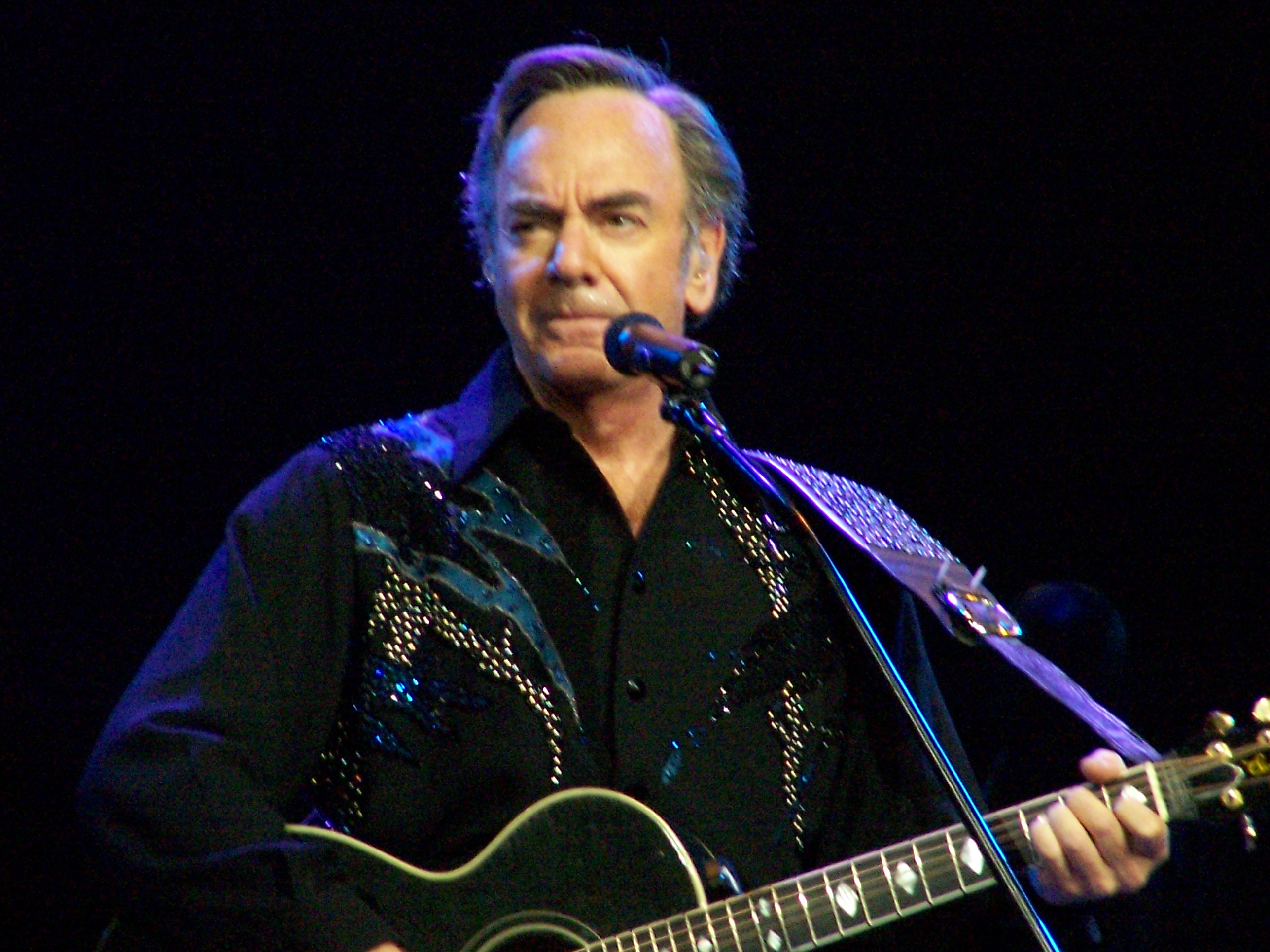
Neil Diamond, 2007

I Am… I Said ist ein Lied, das von Neil Diamond geschrieben und aufgenommen wurde. Es wurde am 15. März 1971 als Single aus dem Album Stones veröffentlicht.

## Inspiration
I Am… I Said ist ein persönliches Lied von Diamond. An der Komposition arbeitete er vier Monate.
Diamond sagte der Zeitschrift Mojo im Juli 2008, dass das Lied aus einer Zeit stamme, als er in Los Angeles eine Therapie machte: Es war bewusst ein Versuch meinerseits, auszudrücken, worum es in meinen Träumen ging, worum es bei meinen Bestrebungen ging und worum es mir ging. Und ohne Frage kam es aus meinen Sitzungen mit dem Analytiker.
Diamond hat auch eine andere Inspiration für den Song geliefert: Die erfolglose Arbeit für einen Film über das Leben und den Tod des Komikers Lenny Bruce (1925–1966) rief so intensive Emotionen bei ihm hervor, dass er einige Zeit in Therapie verbrachte.

## Rezensionen
Die Kritik zu I Am… I Said war meist positiv, so bezeichnete der Rolling Stone 1972 den Text als exzellent. The New Yorker nannte das Lied 2006 in einer Retrospektive als typisch für die undurchschaubare Lyrik. Cash Box lobte die „hervorragende Produktion und Leistung“. The Daily Telegraph erwähnte 2008 die „rasende Existenzangst“ des Songs. Allmusic nannte es „eine leidenschaftliche Aussage über emotionalen Aufruhr … ganz im Einklang mit der konfessionellen Singer/Songwriter-Bewegung der ganzen Zeit.“

## Kommerzieller Erfolg

### Chartplatzierungen
| ChartsChartplatzierungen       | Höchstplatzierung | Wochen |
| ------------------------------ | ----------------- | ------ |
| Deutschland (GfK)              | 3 (27 Wo.)        | 27     |
| Schweiz (IFPI)                 | 2 (14 Wo.)        | 14     |
| Vereinigte Staaten (Billboard) | 4 (14 Wo.)        | 14     |
| Vereinigtes Königreich (OCC)   | 4 (12 Wo.)        | 12     |

| ChartsJahrescharts (1971)      | Platzierung |
| ------------------------------ | ----------- |
| Deutschland (GfK)              | 5           |
| Vereinigte Staaten (Billboard) | 91          |

### Auszeichnungen für Musikverkäufe
| Land/Region                  | Auszeichnungen für Musikverkäufe (Land/Region, Auszeichnung, Verkäufe) | Verkäufe |
| ---------------------------- | ---------------------------------------------------------------------- | -------- |
| Neuseeland (RMNZ)            | Gold                                                                   | 15.000   |
| Vereinigtes Königreich (BPI) | Silber                                                                 | 200.000  |
| Insgesamt                    | 1× Silber · 1× Gold ·                                                  | 215.000  |

Hauptartikel: Neil Diamond/Auszeichnungen für Musikverkäufe